# Alfonso Stoute
Alfonso Stoute (12 settembre 1970) è un ex cestista panamense.

## Carriera
Con Panama ha disputato i Campionati americani del 2001.